# Shenlong (nave espacial)
Shenlong (en chino tradicional, 神龍; en chino simplificado, 神龙; pinyin, shén lóng; literalmente, ‘dragón divino’) es un avión espacial robótico reutilizable chino actualmente en desarrollo. Tan solo se han visto unas pocas imágenes desde que se reveló a finales de 2007.

## Plataforma de ensayos
Los últimos modelos académicos mostrados en 2000 mostraban un avión espacial con alas delta y un único estabilizador vertical, equipado con tres motores de alta expansión. Suponiendo una disposición de los asientos de dos miembros de la tripulación sentados uno al lado del otro en la cabina, las dimensiones podrían estimarse muy aproximadamente como una envergadura de 8 m, una longitud de 12 m y una masa total de 12 toneladas. Esto estaría dentro de la capacidad de carga útil de los vehículos de lanzamiento chinos Larga Marcha 2F o tipo A.

## Avión espacial
Las imágenes de un modelo a escala aerodinámico, listo para ser lanzado desde debajo del fuselaje de un bombardero Xian H-6, se publicaron por primera vez en medios chinos el 11 de diciembre de 2007. Con el nombre en código Programa 863-706, el nombre chino de esta nave espacial se reveló como "Avión espacial Shenlong" (神龙空天飞机). Estas imágenes, posiblemente tomadas a finales de 2005, muestran el escudo térmico negro de reentrada del vehículo, lo que indica un diseño reutilizable, y el ensamblaje del motor. Según los informes, el primer vuelo suborbital del Shenlong tuvo lugar el 8 de enero de 2011.
Anteriormente, se publicaron en medios de comunicación chinos imágenes del túnel de viento del Laboratorio de Ondas de Choque de Alta Entalpía del Laboratorio Estatal Clave de Dinámica de Gases de Alta Temperatura (LHD) de la Academia China de las Ciencias (CAS). Las pruebas con velocidades de hasta Mach 20 se alcanzaron alrededor de 2001.
En 2007, Zhuang Fenggan (莊逢甘), académico del CAS, informó de que el primer ensayo de vuelo del avión espacial se realizaría durante el undécimo plan quinquenal, esto es, entre 2006 y 2010.
En 2017, la agencia estatal Xinhua News Agency informó de que China planeaba lanzar una nave espacial reutilizable en 2020 diseñada para "volar hacia el cielo como una aeronave".

## Lanzamientos
Alrededor del 4 de septiembre de 2020, China llevó a cabo un lanzamiento encubierto de un cohete Larga Marcha 2F/T2 desde el Centro de Lanzamiento de Satélites de Jiuquan, que supuestamente transportaría el vehículo Kechongfushiyong Shiyan Hangtianqi (Nave espacial reutilizable experimental china), una variación del Shenlong. Para lanzar vehículos como este, el Larga Marcha 2F necesitó el agregado de cuatro elementos de 3,600 m2 en su cofia para acomodar la carga útil (como se ve en las cofias posteriores al lanzamiento), dejando entrever que la nave espacial se parecería al estadounidense Boeing X37-B. Los medios chinos emitieron un lacónico informe en el que indicaron que "la nave espacial experimental permanecerá en órbita por un período de tiempo antes de regresar al lugar de aterrizaje programado en el país. Durante este período se llevará a cabo la verificación de tecnología reutilizable según lo previsto para proporcionar apoyo técnico para el uso pacífico del espacio".
El 4 de agosto de 2022 hubo un segundo lanzamiento.